# Jacksonena rudis
Jacksonena rudis је пуж из реда Stylommatophora и фамилије Camaenidae. 

## Угроженост
Ова врста је на нижем степену опасности од изумирања, и сматра се скоро угроженим таксоном.

## Распрострањење
Ареал врсте је ограничен на једну државу. 
Аустралија је једино познато природно станиште врсте.